# Bisdom Senez

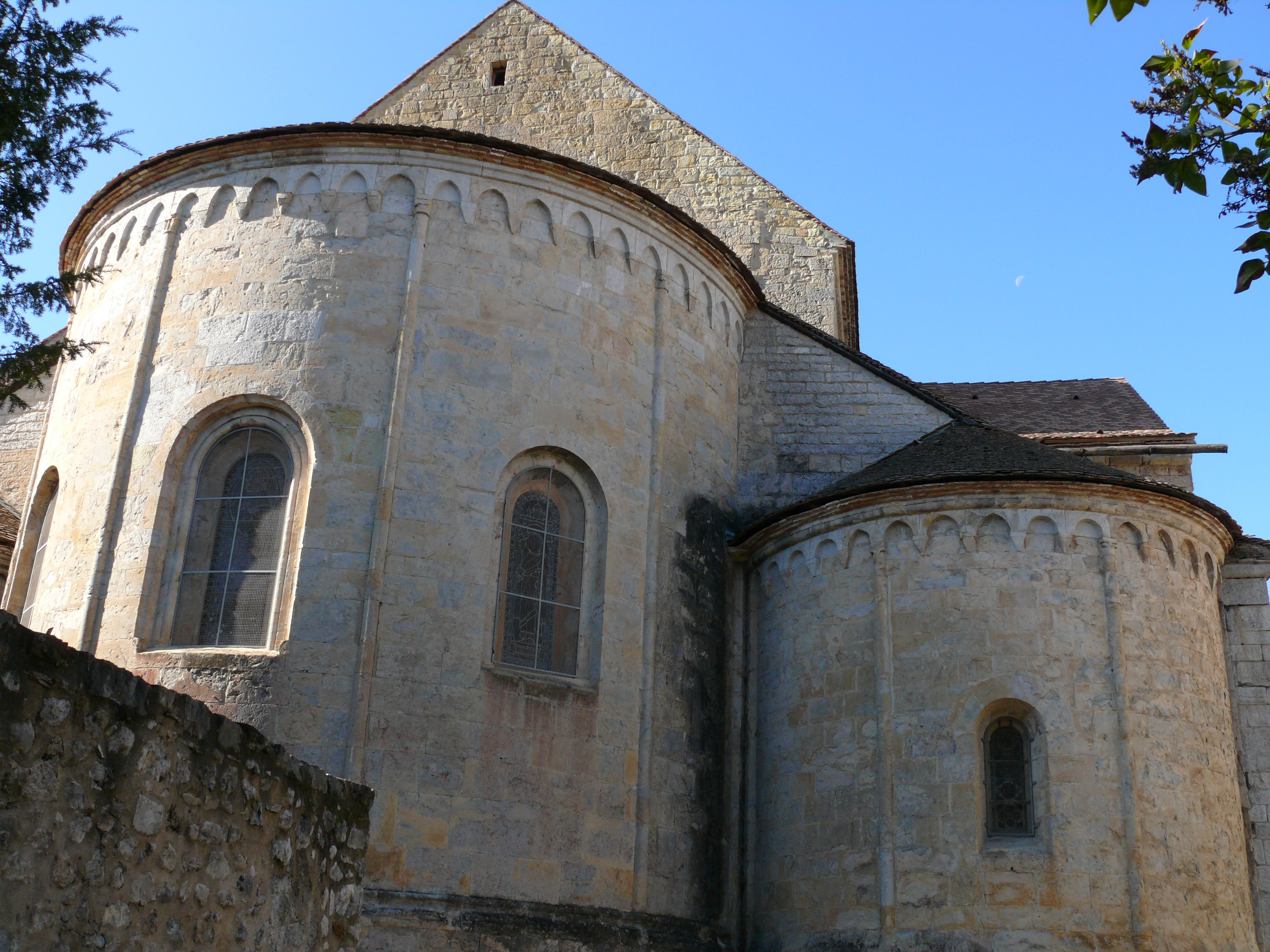
Voormalige kathedraal van Maria-ten-hemel-opneming in Senez.

Het bisdom Senez (Latijn: Dioecesis Senecensis) was een Frans rooms-katholiek bisdom van de 6e eeuw tot het jaar 1801.

## Bisdom
Het ging om een van de kleine bisdommen in de Provence dat slechts enkele dorpen omvatte in de valleien van de Asse en de Verdon. Het bisdom Senez was achtereenvolgens deel van het koninkrijk Bourgondië, het koninkrijk Arles, het graafschap Provence en het koninkrijk Frankrijk (vanaf 1481). De bisschopszetel was het dorp Senez, vandaag in het departement Alpes-de-Haute-Provence. De kathedraal droeg de naam van Maria-ten-hemel-Opneming.
In de 6e eeuw is het ontstaan uit de samenvoeging van 2 nog kleinere bisdommen. Twee dorpen Castellane en Thorame (vandaag Thorame-Basse en Thorame-Haute) waren op zich bisdommen sinds de 4e eeuw. Ondanks het minuscuul karakter heeft het bisdom Senez meer dan 1.300 jaar bestaan. Zelf hing het af van het aartsbisdom Embrun. In de 15e eeuw deden de bisschoppen pogingen om de bisschopszetel te verhuizen naar Castellane, waar ze residentie hielden en waar ze zich konden verschansen. Doch de Heilige Stoel verzette zich tegen het heroprichten van het bisdom Castellane. Een opmerkelijke bisschop was Jean Soanen (1696-1727) die bekend stond om zijn jansenistische ideeën.
Het bisdom Senez werd eerst opgeheven in 1790 en hield definitief op te bestaan met het Concordaat van 1801. Samen met andere kleine bisdommen werd het toegevoegd aan het bisdom Digne.

## Titulair bisdom
Vanaf 2009 verleent de paus de titel van bisschop van Senez als een eretitel. 